# Divisiones alemanas de la Segunda Guerra Mundial
Este artículo enumera las divisiones de la Wehrmacht (Fuerzas Armadas Alemanas) y las Waffen-SS activas durante la Segunda Guerra Mundial, incluidas las divisiones del Ejército, la Luftwaffe y la Kriegsmarine.
Las actualizaciones y reorganizaciones se muestran solo para identificar los nombres de las variantes de lo que teóricamente es una sola unidad; otras actualizaciones y reorganizaciones se aplazan a los artículos individuales. Debido al alcance de esta lista, no se muestran los cambios anteriores a la guerra ni las actualizaciones de unidades más pequeñas que una división. La mayoría de estas divisiones se entrenaron en Berlín, que también es donde se guardaba y probaba la nueva tecnología militar.

## Designaciones de unidades alemanas
Normalmente, estas designaciones no se traducen y se utilizan en alemán en el nombre o la descripción de la unidad.
Bodenständige
Una unidad estática. Normalmente asignado a unidades que tenían deficiencias en el transporte y no podían mover su propia artillería. Muchas de estas eran divisiones que habían sido mutiladas en el Frente Oriental y fueron enviadas al oeste para servir como guarniciones de defensa costera hasta que se dispusiera de recursos suficientes para rehabilitar la división.
Festung
Una división no estándar utilizada para guarnecer sitios críticos. Las unidades Festung más pequeñas podían haber consistido en solo dos o tres batallones.
Grenadier
Término tradicional para la infantería pesada. También es un indicativo honorífico de construcción de moral de fuerza reducida cuando se usa solo.
Jäger
Término tradicional para la infantería ligera (traducido como "Cazador"). Normalmente provisto de transporte a caballo o motorizado con (generalmente) armas de artillería más livianas y de menor tamaño en comparación con las divisiones de infantería normales. En muchos casos, las divisiones Jäger eran divisiones de montaña a las que se hacía referencia como Gebirsjäger. Esta descripción de Jäger no se aplicaba a las divisiones ligeras desplegadas en África (5.ª, 90.ª, 164.ª, 999.ª) ni a las cinco divisiones ligeras mecanizadas.
Gebirgsjäger
Término tradicional para las tropas de montaña y esquí.
Lehr
Una unidad de demostración/formación (traducida "Enseñar").
Nummer
Se traduce como "Número". Un nombre de "marcador de posición" para una división con personal pero con pocos o ningún activo de combate. Normalmente no había una descripción inicial del tipo en el nombre; esto se agregó cuando la unidad recibió su designación de activos de combate (es decir, la División n.º 179 se convirtió en la División Panzer n.º 179).
Panzer
Blindaje (traducido como "acorazada").
Sicherungs-Division
Una división de seguridad diseñada para tareas de limpieza en las zonas de retaguardia; podían consistir en dos regimientos reforzados o en varios batallones independientes.
Sturm
"Tormenta" o "Asalto" (traducido como "Tormenta").
Volks
"del pueblo" (traducido "Pueblo").
Volksgrenadier
Una reorganización de finales de la guerra con un tamaño reducido y una mayor potencia de fuego de corto alcance. Muchas divisiones de infantería previamente destruidas o gravemente mutiladas se reconstituyeron como divisiones Volksgrenadier, y también se formaron otras nuevas. Su valor combativo varió ampliamente dependiendo de la experiencia y el equipo de la unidad.
Volkssturm
Traducido como "fuerzas de asalto del pueblo". Una milicia nacional en la que las unidades fueron organizadas por líderes locales del Partido Nazi y entrenadas por las SS. Fueron puestos bajo el mando de la Wehrmacht.
zbV
Abreviatura de "zur besonderen Verwendung" que significa divisiones de "propósito especial" (traducido como "para uso especial") creadas para cumplir requisitos especiales, como por ejemplo la Division zbV Afrika.

## Ejército (Heer)

### Divisiones Panzer
Véase también: División Panzer

#### Divisiones Panzer numeradas[2]
- 1.ª División Panzer
- 2.ª División Panzer
- 3.ª División Panzer
- 4.ª División Panzer
- 5.ª División Panzer
- 6.ª División Panzer (previamente la 1.ª División Ligera)
- 7.ª División Panzer (previamente la 2.ª División Ligera)
- 8.ª División Panzer (previamente la 3.ª División Ligera)
- 9.ª División Panzer (previamente la 4.ª División Ligera)
- 10.ª División Panzer
- 11.ª División Panzer
- 12.ª División Panzer (previamente la 2.ª División de Infantería Motorizada)
- 13.ª División Panzer (previamente la 13.ª División de Infantería, 13.ª División de Infantería Motorizada; más tarde 2.ª División Panzer Feldherrnhalle)
- 14.ª División Panzer (previamente la 4.ª División de Infantería)
- 15.ª División Panzer (previamente la 33.ª División de Infantería; más tarde la 15.ª División de Granaderos Panzer)
- 16.ª División Panzer (previamente la 16.ª División de Infantería)
- 17.ª División Panzer (previamente la 27.ª División de Infantería)
- 18.ª División Panzer (más tarde la 18.ª División de Artillería)
- 19.ª División Panzer (previamente la 19.ª División de Infantería)
- 20.ª División Panzer
- 21.ª División Panzer (previamente la 5.ª División Ligera)
- 22.ª División Panzer
- 23.ª División Panzer
- 24.ª División Panzer (previamente la 1.ª División de Caballería)
- 25.ª División Panzer
- 26.ª División Panzer (previamente la 23.ª División de Infantería)
- 27.ª División Panzer
- 116.ª División Panzer Windhund (previamente la 16.ª División de Infantería, la 16.ª División de Infantería Motorizada y la 16.ª División de Granaderos Panzer)
- 130.ª División Panzer (conocida como la 130.ª División Panzer Lehr)
- 155.ª División Panzer de Reserva (previamente la 155.ª División, 155.ª División (mot.) y la 155.ª División Panzer)
- 178.ª División Panzer (previamente la 178.ª División)
- 179.ª División Panzer de Reserva (previamente la 179.ª División, 179.ª División (mot.) y la 179.ª División Panzer)
- 232.ª División Panzer (más tarde División Panzer Tatra y División Panzer de Entrenamiento Tatra)
- 233.ª División Panzer de Reserva (previamente la 233.ª División (mot.), la 233.ª División de Granaderos Panzer y la 233.ª División  Panzer; más tarde División Panzer Clausewitz)
- 273.ª División Panzer de Reserva

#### Divisiones Panzer con nombre[2]
- División Panzer Clausewitz (previamente la 233.ª División (mot.), la 233.ª División de Granaderos Panzer, la 233.ª División Panzer y la 233.ª División Panzer de reserva)
- 1.ª División Panzer Feldherrnhalle (previamente la 60.ª División de Infantería, la 60.ª División de Infantería (mot.) y la División de Granaderos Panzer Feldherrnhalle)
- 2.ª División Panzer Feldherrnhalle (previamente la 13.ª División de Infantería, la 13.ª División de Infantería (mot.) y la 13.ª División Panzer)
- División Panzer Holstein
- División Panzer Jüterbog
- División Panzer Kempz (parte del Heer, parte de las Waffen-SS)
- División Panzer Kumark
- División Panzer Lehr (oficialmente la 130.ª Panzer-Lehr-Division después del 4 de abril de 1944)
- División Panzer Müncheberg
- División Panzer Döberitz, más tarde renombrada Division Panzer Schlesien
- División Panzer Tatra (más tarde División Panzer de Entrenamiento Tatra y 232.ª División Panzer)

#### Divisiones mecanizadas ligeras
La designación "ligera" (leichte) tenía varios significados en el ejército alemán de la Segunda Guerra Mundial. Hubo una serie de 5 divisiones ligeras; las primeras cuatro eran formaciones mecanizadas de antes de la guerra organizadas para su uso como caballería mecanizada, y la quinta era una amalgama creada ad hoc de elementos mecanizados que fue enviada a África para ayudar a los italianos y fue reorganizada como división una vez allí. Las cinco finalmente se convirtieron en divisiones Panzer ordinarias.
- 1.ª División Ligera (más tarde 6.ª División Panzer)
- 2.ª División Ligera (más tarde 7.ª División Panzer)
- 3.ª División Ligera (más tarde 8.ª División Panzer)
- 4.ª División Ligera (más tarde 9.ª División Panzer)
- 5.ª División Ligera (más tarde 21.ª División Panzer)

Varias otras divisiones fueron denominadas "Ligeras" por otras razones, y se enumeran entre las Divisiones de la Serie de Infantería.

## Divisiones de infantería

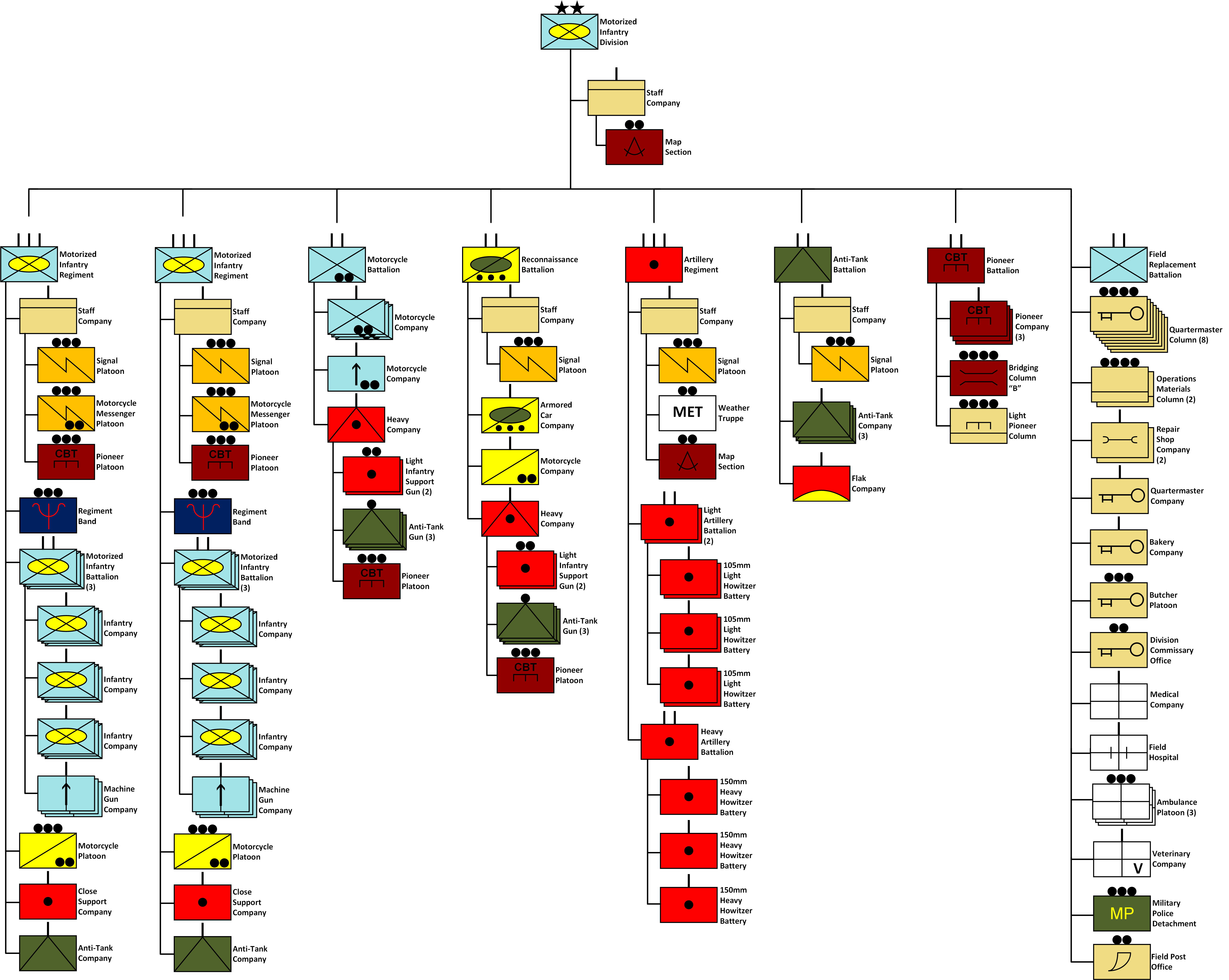
División de Infantería Motorizada en 1941.

La columna vertebral del Heer (ejército alemán) era la división de infantería. De las 154 divisiones desplegadas contra la Unión Soviética en 1941, incluidas las reservas, había 100 de infantería, 19 Panzer, 11 motorizadas, 9 de seguridad, 5 de las Waffen-SS, 4 "ligeras", 4 de montaña, 1 de policía de las SS y 1 de caballería. Una división de infantería en junio de 1941 tenía 17.734 hombres organizados en las siguientes subunidades:

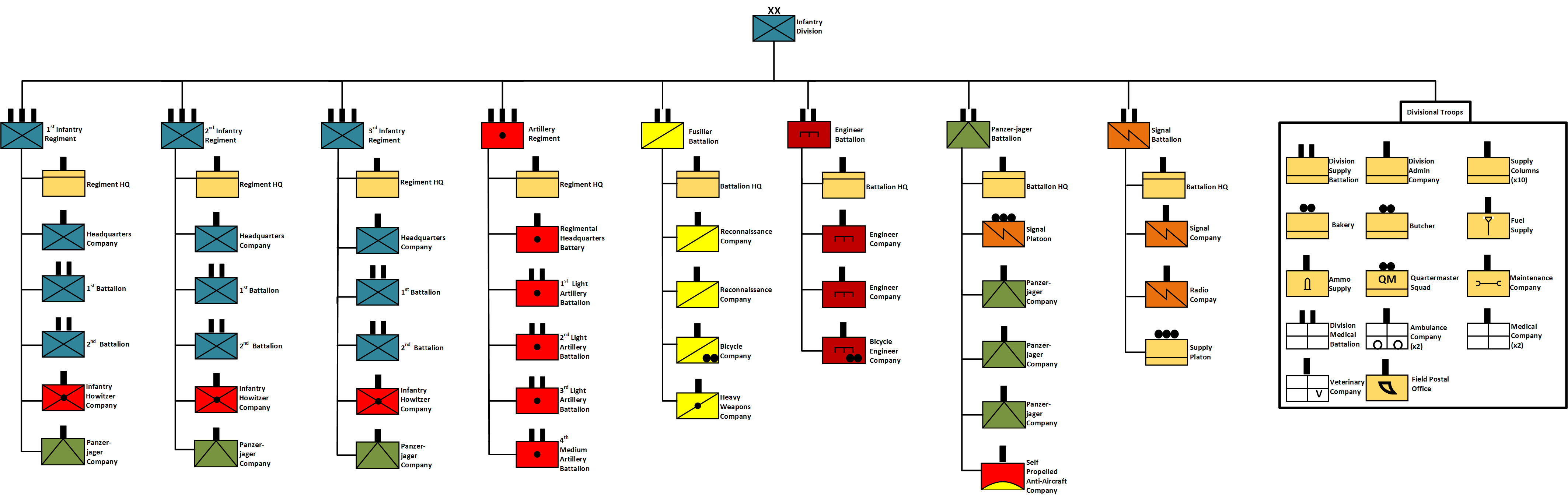
División de Infantería Motorizada 1943.

- División de Infantería Motorizada 1943.Tres regimientos de infantería con personal y unidades de comunicaciones.
  - tres batallones con:
    - tres compañías de infantería
    - una compañía de armas pesadas
    - una compañía antitanque (mot.)

  - una compañía de artillería
  - una unidad de reconocimiento
- un batallón de cazacarros con:
  - tres comapañías (cada una con doce cañones de 3,7 cm)
- un regimiento de artillería
  - tres batallones
    - tres baterías
- un batallón de ingenieros
- una unidad de comunicaciones
- un batallón de reemplazo de campo
- Suministros, médicos, veterinarios, correo y policía.

Las divisiones de infantería se formaron por oleadas, conjuntos de divisiones con una tabla estandarizada de organización y equipo. En general, las últimas oleadas (es decir, las divisiones con números más altos) eran de menor calidad que las anteriores.

### Divisiones numeradas
Las divisiones se enumeran y reflejaban su linaje donde los nombres o designaciones se cambiaban con el tiempo.

#### 1.ª a la 99.ª[6]
- 1.ª División de Infantería
- 2.ª División de Infantería Motorizada (más tarde la 12.ª División Panzer)
- 3.ª División de Infantería Motorizada (más tarde la 3.ª División de Granaderos Panzer)
- 4.ª División de Infantería (más tarde la 14.ª División Panzer)
- 5.ª División de Infantería (más tarde la 5.ª División de Infantería Ligera y la 5.ª División Jäger)
- No relacionada con la 5.ª División Ligera
- 6.ª División de Infantería (más tarde la 6.ª División de Granaderos y la  6.ª División Volksgrenadier)
- 7.ª División de Infantería
- 8.ª División de Infantería (más tarde 8.ª División de Infantería Ligera y la 8.ª División Jäger)
- 9.ª División de Infantería (más tarde 9.ª División Volksgrenadier)
- 10.ª División de Infantería (más tarde la 10.ª División de Infantería Motorizada y la 10.ª División de Granaderos Panzer)

- 11.ª División de Infantería

- 12.ª División de Infantería (más tarde la 12.ª División de Granaderos Panzer)
- 13.ª División de Infantería Motorizada
- 14.ª División de Infantería
- 14.ª División de Infantería de la Luftwaffe
  - Esta unidad estaba originalmente en la Luftwaffe como la 14.ª División de Campo de la Luftwaffe.
- 15.ª División de Infantería
- 15.ª División de Granaderos Panzer (previamente la 33.ª División de Infantería y la 15:ª División Panzer)
  - No relacionada con la 15.ª División de Infantería.
- 16.ª División de Infantería (después separada en)
  - 16.ª División Panzer
  - 16.ª División de Infantería Motorizada (más tarde la 16.ª División de Granaderos Panzer y la 116.ª División Panzer)
- 16.ª División de Infantería de la Luftwaffe
  - Esta unidad estaba originalmente en la Luftwaffe como la 16.ª División de Campo de la Luftwaffe
- 17.ª División de Infantería
- 18.ª División de Infantería (más tarde la 18.ª División de Infantería Motorizada y la 18.ª División de Granaderos Panzer)
- 18.ª División Volksgrenadier
  - No relacionada con la 18.ª División de Infantería.
- 19.ª División de Infantería (más tarde la 19.ª División Panzer)
- 19.ª División de Granaderos (más tarde la 19.ª División Volksgrenadier)
  - Esta unidad estaba originalmente en la Luftwaffe como la 19.ª División de Campo de la Luftwaffe (más tarde la 19.ª División Sturm de la Luftwaffe)
- 20.ª División de Infantería Motorizada (más tarde la 20.ª División de Granaderos Panzer)

- 21.ª División de Infantería
- 22.ª División de Infantería (más tarde la 22.ª División de Aterrizaje Aéreo y la 22.ª División Volksgrenadier)
- 23.ª División de Infantería (más tarde la 26.ª División Panzer)
  - Después de ser reorganizada como la 26.ª División Panzer, algunos de los componentes originales de la 23.ª División de Infantería se utilizaron para crear una nueva 23.ª División de Infantería.
- 24.ª División de Infantería
- 25.ª División de Infantería (más tarde la 25.ª División de Infantería Motorizada y la 25.ª División de Granaderos Panzer)
- 26.ª División de Infantería (más tarde la 26.ª División Volksgrenadier)
- 27.ª División de Infantería (más tarde la 17.ª División Panzer)
- 28.ª División de Infantería Ligera (más tarde la 28.ª División Jäger)
- 29.ª División de Infantería Motorizada (más tarde la 29.ª División de Granaderos Panzer)

- 30.ª División de Infantería

- 31.ª División de Infantería (más tarde la 31.ª División de Granaderos)
- 32.ª División de Infantería
- 33.ª División de Infantería (más tarde la 15.ª División Panzer y la 15.ª División de Granaderos Panzer)
- 34.ª División de Infantería
- 35.ª División de Infantería
- 36.ª División de Infantería (más tarde la 36.ª División de Infantería Motorizada, después la 36.ª División de Infantería otra vez, la 36.ª División de Granaderos y finalmente la 36.ª División Volksgrenadier)
- 37.ª División de Infantería
- 38.ª División de Infantería
- 39.ª División de Infantería (más tarde la 41.ª División Festung y la 41.ª División de Infantería)
- 41.ª División de Infantería (previamente la 41.ª División Festung y la 39.ª División de Infantería)

- 42.ª División Jäger (previamente la 187.ª División de Reserva)
- 44.ª División de Infantería (más tarde la 44.ª División Reichsgrenadier Hoch und Deutschmeister)
- 45.ª División de Infantería (más tarde la 45.ª División de Granaderos y la 45.ª División Volksgrenadier)
- 46.ª División de Infantería
- 47.ª División de Infantería (previamente la 156.ª División, la 156.ª División de Reserva y luego la 47.ª División Volksgrenadier)
- 48.ª División de Infantería (más tarde la 48.ª División Volksgrenadier)
- 49.ª División de Infantería
- 50.ª División de Infantería
- 52.ª División de Infantería (más tarde la 52.ª División de Formación y la 52.ª División de Seguridad)
- 56.ª División de Infantería
- 57.ª División de Infantería
- 58.ª División de Infantería
- 59.ª División de Infantería
- 60.ª División de Infantería (más tarde la 60.ª División de Infantería Motorizada la División Panzergrenadier Feldherrnhalle y la 1.ª División Panzer Feldherrnhalle)

- 61.ª División de Infantería (más tarde la 61.ª División Volksgrenadier)
- 62.ª División de Infantería (más tarde la 62.ª División Volksgrenadier)
- 64.ª División de Infantería
- 65.ª División de Infantería
- 68.ª División de Infantería
- 69.ª División de Infantería
- 70.ª División de Infantería Estática
- 71.ª División de Infantería
- 72.ª División de Infantería
- 73.ª División de Infantería
- 75.ª División de Infantería
- 76.ª División de Infantería
- 77.ª División de Infantería
- 78.ª División de Infantería (más tarde la 78.ª División Sturm, la 78.ª División de Granaderos, la 78.ª División Volksgrenadier y finalmente la 78.ª División Volkssturm)
- 79.ª División de Infantería
- 80.ª División de Infantería

- 81.ª División de Infantería
- 82.ª División de Infantería
- 83.ª División de Infantería
- 84.ª División de Infantería
- 85.ª División de Infantería
- 86.ª División de Infantería
- 87.ª División de Infantería
- 88.ª División de Infantería
- 89.ª División de Infantería
- 90.ª División de Infantería Ligera (previamente la División zbV Afrika; más tarde la 90.ª División Ligera Afrika y la 90.ª División Panzergrenadier)
- 91.ª División de Infantería (más tarde la 91.ª División de Aterrizaje Aéreo)
- 92.ª División de Infantería
- 93.ª División de Infantería
- 94.ª División de Infantería
- 95.ª División de Infantería (más tarde la 95.ª División Panzergrenadier)
- 96.ª División de Infantería
- 97.ª División de Infantería Ligera (más tarde la 97.ª División Jäger)
- 98.ª División de Infantería
- 99.ª División de Infantería Ligera (más tarde la 7.ª División de Montaña)

#### 100.ª a la 199.ª[7]
- 100.ª División de Infantería Ligera (más tarde la 100.ª División Jäger)
- 101.ª División de Infantería Ligera (más tarde la 101.ª División Jäger)
- 102.ª División de Infantería
- 104.ª División Jäger
- 106.ª División de Infantería
- 110.ª División de Infantería
- 114.ª División Jäger
- 117.ª División Jäger
- 118.ª División Jäger (previamente la 718.ª División de Infantería)
- 121.ª División de Infantería
- 122.ª División de Infantería
- 126.ª División de Infantería
- 133.ª División Festung
- 136.ª División ZbV
- 140.ª División ZbV
- 141.ª División de Reserva
- 143.ª División de Reserva
- 147.ª División de Reserva
- 148.ª División de Reserva
- 149.ª División de Formación de Campo
- 150.ª División de Formación de Campo
- 151.ª División (más tarde la 151.ª División de Reserva)
- 152.ª División
- 153.ª División (más tarde la 153.ª División de Reserva, la 153.ª División de Formación de Campo y la 153.ª División de Granaderos)
- 154.ª División (más tarde la 154.ª División de Reserva, la 154.ª División de Formación de Campo y la 154.ª División de Granaderos)
- 155.ª División (más tarde la 155.ª División (mot.), la 155.ª División Panzer y la 155.ª División Panzer de Reserva)
- 155.ª División de Formación de Campo (más tarde la 155.ª División de Infantería)
  - No relacionada con la 155.ª División
- 156.ª División (más tarde la 156.ª División de Reserva, la 47.ª División de Infantería y la 47.ª División Volksgrenadier)
- 156.ª División de Reemplazo de Campo (más tarde la 156.ª División de Infantería)
- 156.ª División de Infantería
- 157.ª División (más tarde la 157.ª División de Reserva, la 157.ª División de Montaña y la 8.ª División de Montaña)
- 158.ª División (más tarde la 158.ª División de Reserva)
- 158.ª División de Infantería
  - No relacionada con la 158.ª División
- 159.ª División (más tarde la 159.ª División de Reserva y la 159.ª División de Infantería)
- 160.ª División (más tarde la 160.ª División de Reserva y la 160.ª División de Infantería)
- 162.ª División de Infantería (más tarde la 162.ª División de Infantería Turcomana)
- 163.ª División de Infantería
- 164.ª División de Infantería (más tarde la División Kreta, después dividida en)
  - Brigada Festung Kreta
  - 164.ª División Ligera Afrika
- 165.ª División de Reserva
- 166.ª División de Reserva
- 167.ª División Volksgrenadier
- 168.ª División de Infantería
- 169.ª División de Infantería
- 170.ª División de Infantería
- 171.ª División de Reserva
- 172.ª División de Reserva
- 173.ª División de Reserva
- 174.ª División de Reserva
- 176.ª División de Infantería
- 177.ª División
- 181.ª División de Infantería
- 182.ª División de Reserva
- 183.ª División Volksgrenadier
- 187.ª División de Reserva (más tarde la 42.ª División Jäger)
- 188.ª División
- 189.ª División de Reserva (más tarde la 188.ª División de Montaña de Reserva y la 188.ª División de Montaña)
- 191.ª División de Reserva
- 196.ª División de Infantería
- 197.ª División de Infantería
- 198.ª División de Infantería
- 199.ª División de Infantería

#### 201.ª a la 999.ª[8]
- 201.ª División de Seguridad
- 203.ª División de Seguridad
- 205.ª División de Infantería (previamente la 14.ª División Landwehr)
- 206.ª División de Infantería
- 207.ª División de Infantería (más tarde la 207.ª División de Seguridad)
- 208.ª División de Infantería
- 209.ª División de Infantería
- 210.ª División de Defensa Costera

- 211.ª División Volksgrenadier
- 212.ª División de Infantería (más tarde la 578.ª División Volksgrenadier, luego renombrada como 212.ª División Volksgrenadier)
- 213.ª División de Seguridad
- 214.ª División de Infantería
- 215.ª División de Infantería
- 216.ª División de Infantería
- 217.ª División de Infantería
- 218.ª División de Infantería
- 219.ª División de Infantería
- 221.ª División de Seguridad
- 223.ª División de Infantería
- 225.ª División de Infantería
- 226.ª División de Infantería
- 227.ª División de Infantería
- 228.ª División de Infantería
- 230.ª División de Defensa Costera
- 232.ª División de Infantería
- 233.ª División de Granaderos Panzer
- 237.ª División de Infantería
- 242.ª División de Infantería Estática
- 243.ª División de Infantería Estática
- 246.ª División Volksgrenadier
- 250.ª División de Infantería (la División Azul, la División española en el servicio alemán)
- 251.ª División de Infantería
- 253.ª División de Infantería
- 254.ª División de Infantería
- 255.ª División de Infantería
- 256.ª División de Infantería (más tarde la 256.ª División Volksgrenadier)
- 257.ª División de Infantería (más tarde la 257.ª División Volksgrenadier)
- 258.ª División de Infantería
- 260.ª División de Infantería
- 264.ª División de Infantería
- 265.ª División de Infantería
- 267.ª División de Infantería
- 268.ª División de Infantería
- 269.ª División de Infantería
- 270.ª División Festung
- 271.ª División Volksgrenadier
- 272.ª División Volksgrenadier
- 274.ª División de Infantería Estática
- 275.ª División de Infantería
- 276.ª División Volksgrenadier
- 277.ª División de Infantería (más tarde la 277.ª División Volksgrenadier)
- 278.ª División de Infantería
- 280.ª División Festung
- 281.ª División de Seguridad (más tarde la 281.ª División de Infantería)
- 285.ª División de Seguridad
- 286.ª División de Seguridad
- 291.ª División de Infantería
- 295.ª División de Infantería
- 297.ª División de Infantería
- 298.ª División de Infantería[9]
- 300.ª División Especial de Infantería
- 301.ª División de Infantería
- 302.ª División de Infantería Estática (más tarde la 302.ª División de Infantería)
- 303.ª División de Infantería
- 304.ª División de Infantería
- 305.ª División de Infantería
- 306.ª División de Infantería
- 309.ª División de Infantería
- 311.ª División de Infantería
- 319.ª División de Infantería Estática
- 320.ª División de Infantería
- 321.ª División de Infantería
- 323.ª División de Infantería
- 324.ª División de Infantería
- 325.ª División de Seguridad
- 326.ª División de Infantería
- 327.ª División de Infantería
- 328.ª División de Infantería
- 329.ª División de Infantería
- 330.ª División de Infantería
- 331.ª División de Infantería
- 332.ª División de Infantería Estática (más tarde la 332.ª División de Infantería)
- 333.ª División de Infantería
- 334.ª División de Infantería
- 335.ª División de Infantería
- 336.ª División de Infantería
- 337.ª División Volksgrenadier
- 338.ª División de Infantería
- 339.ª División de Infantería
- 340.ª División Volksgrenadier
- 342.ª División de Infantería
- 343.ª División de Infantería
- 344.ª División de Infantería Estática (más tarde la 344.ª División de Infantería)
- 345.ª División de Infantería Motorizada
- 346.ª División de Infantería
- 347.ª División Volksgrenadier
- 348.ª División de Infantería
- 349.ª División Volksgrenadier
- 351.ª División de Infantería
- 352.ª División de Infantería
- 353.ª División de Infantería
- 356.ª División de Infantería
- 357.ª División de Infantería
- 358.ª División de Infantería
- 359.ª División de Infantería
- 361.ª División Volksgrenadier
- 362.ª División de Infantería
- 363.ª División de Infantería
- 364.ª División de Infantería
- 365.ª División de Infantería
- 367.ª División de Infantería
- 369.ª División de Infantería (croata)
- 370.ª División de Infantería
- 371.ª División de Infantería
- 372.ª División de Infantería
- 373.ª División de Infantería (croata)
- 376.ª División de Infantería
- 377.ª División de Infantería
- 379.ª División de Infantería
- 381.ª División de Formación de Campo
- 382.ª División de Formación de Campo
- 383.ª División de Infantería
- 384.ª División de Infantería
- 385.ª División de Infantería
- 386.ª División de Infantería Motorizada
- 387.ª División de Infantería
- 388.ª División de Formación de Campo
- 389.ª División de Infantería Estática
- 390.ª División de Seguridad
- 391.ª División de Seguridad
- 391.ª División de Formación de Campo
- 392.ª División de Infantería (croata)
- 393.ª División de Infantería
- 395.ª División de Infantería
- 399.ª División de Infantería
- 402.ª División de Infantería
- 403.ª División de Seguridad
- 416.ª División de Infantería
- 430.ª División de Infantería
- 444.ª División de Seguridad
- 454.ª División de Seguridad
- 462.ª División Volksgrenadier
- 526.ª División de Reserva
- 538.ª División de Guardia Fronteriza
- 541.ª División de Granaderos (más tarde la 541.ª División Volksgrenadier)
- 542.ª División de Granaderos (más tarde la 542.ª División Volksgrenadier)
- 543.ª División de Granaderos
- 544.ª División de Granaderos (más tarde la 544.ª División Volksgrenadier)
- 545.ª División de Granaderos (más tarde la 545.ª División Volksgrenadier)
- 546.ª División de Granaderos
- 547.ª División de Granaderos (más tarde la 547.ª División Volksgrenadier)
- 548.ª División de Granaderos (más tarde la 548.ª División Volksgrenadier)
- 549.ª División de Granaderos (más tarde la 549.ª División Volksgrenadier)
- 550.ª División de Granaderos
- 551.ª División de Granaderos (más tarde la 551.ª División Volksgrenadier)
- 552.ª División de Granaderos
- 553.ª División de Granaderos (más tarde la 553.ª División Volksgrenadier)
- 558.ª División de Granaderos (más tarde la 558.ª División Volksgrenadier)
- 559.ª División de Granaderos (más tarde la 559.ª División Volksgrenadier)
- 560.ª División de Granaderos (más tarde la 560.ª División Volksgrenadier)
- 561.ª División de Granaderos Ostpreußen 1
- 562.ª División de Granaderos Ostpreußen 2
- 563.ª División de Granaderos (más tarde la 563.ª División Volksgrenadier)
- 564.ª División de Granaderos (más tarde la 564.ª División Volksgrenadier)
- 565.ª División Volksgrenadier
- 566.ª División Volksgrenadier
- 567.ª División Volksgrenadier
- 568.ª División Volksgrenadier
- 569.ª División Volksgrenadier
- 570.ª División Volksgrenadier
- 571.ª División Volksgrenadier
- 572.ª División Volksgrenadier
- 573.ª División Volksgrenadier
- 574.ª División Volksgrenadier
- 575.ª División Volksgrenadier
- 576.ª División Volksgrenadier
- 577.ª División Volksgrenadier
- 578.ª División Volksgrenadier (previamente la 212.ª División de Infantería; más tarde la 212.ª División Volksgrenadier)
- 579.ª División Volksgrenadier
- 580.ª División Volksgrenadier
- 581.ª División Volksgrenadier
- 582.ª División Volksgrenadier
- 583.ª División Volksgrenadier
- 584.ª División Volksgrenadier
- 585.ª División Volksgrenadier
- 586.ª División Volksgrenadier
- 587.ª División Volksgrenadier
- 588.ª División Volksgrenadier
- 600.ª División de Infantería (rusa)
- 606.ª División de Infantería
- 650.ª División de Infantería (rusa)
- 702.ª División de Infantería
- 703.ª División de Infantería
- 704.ª División de Infantería
- 707.ª División de Seguridad
- 708.ª División de Infantería
- 709.ª División de Infantería Estática
- 710.ª División de Infantería
- 711.ª División de Infantería
- 712.ª División de Infantería
- 713.ª División de Infantería
- 714.ª División Jäger
- 715.ª División de Infantería
- 716.ª División de Infantería Estática
- 717.ª División Jäger
- 718.ª División de Infantería
- 719.ª División de Infantería
- 805.ª División
- 999.ª División Ligera Afrika

### Divisiones con nombre[10]
- Führer-Begleit-Division (Unidad de escolta formada para proteger el Cuartel General del Frente Oriental de Hitler)
- Brigada de Granaderos Führer (Führer-Grenadier-Division)
- División Brandeburgo
- 1.ª División de granaderos Panzer Feldherrnhalle
- División Großdeutschland
- División de Granaderos Lehr (más tarde la 563.ª División de Granaderos)
- Jäger-Division Alpen
- División von Broich/von Manteuffel (Túnez, noviembre de 1942 - mayo de 1943)
- División de Infantería Sarda

### Divisiones de montaña[11]
- 1.ª División de Montaña (más tarde 1.ª División Volksgebirgs)
- 2.ª División de Montaña
- 3.ª División de Montaña
- 4.ª División de Montaña
- 5.ª División de Montaña
- 6.ª División de Montaña
- 7.ª División de Montaña (previamente la 99.ª División de Infantería Ligera)
- 8.ª División de Montaña (previamente la 157.ª División, 157.ª División de Reserva y la 157.ª División de Montaña)
- 9.ª División de Montaña (previamente la División Fantasma Steiermark y la División zbV 140)
- 188.ª División de Montaña (previamente la 188.ª División y la 188.ª División de Montaña de Reserva)

### Divisiones de esquiadores
- 1.ª División de Esquiadores

### Divisiones de caballería
Según Davies, las divisiones de caballería eran de infantería montada y las divisiones cosacas eran de "auténtica caballería", siguiendo el modelo de las divisiones de caballería rusa.
- 1.ª División de Caballería (más tarde la 24.ª División Panzer)
- 3.ª División de Caballería
- 4.ª División de Caballería
- División de Caballería Cosaca (esta unidad fue transferida a las Waffen-SS, donde se dividió para formar la 1.ª y 2.ª Divisiones de Caballería Cosaca como parte del XV Cuerpo de Caballería Cosaco de las SS).

### Divisiones deLandwehr
- 14.ª División Landwehr (más tarde la 205.ª División de Infantería)
- 97.ª División Landwehr

### Divisiones de artillería
- 18.ª División de Artillería (previamente la 18.ª División Panzer)
- 309.ª División de Artillería
- 310.ª División de Artillería
- 311.ª División de Artillería
- 312.ª División de Artillería
- 397.ª División de Artillería

### Divisiones con nombre de fortalezas oFestung
División Festung Danzig
Division Festung Frankfurt/Oder
Division Festung Gotenhafen
Division Festung Kreta (anteriormente 164.ª División de Infantería; más tarde 164.ª División Ligera Afrika)
División Festung Stettin
División Festung Swinemünde
División Festung Warschau

### Divisiones de entrenamiento
- División de Formación Bayern
- División de Formación Kurland
- División de Formación Nord

### Divisiones del RAD
- 1.ª División de Infantería RAD Schlageter
- 2.ª División de Infantería RAD Friedrich Ludwig Jahn
- 3.ª División de Infantería RAD Theodor Körner
- 4.ª División de Infantería RAD Güstrow
- División de Montaña Steiermark

### Divisiones de reemplazo
- División de Reemplazo A
- División de Reemplazo B
- División de Reemplazo C
- División de Reemplazo D
- División de Reemplazo E
- División de Reemplazo F

## Marina (Kriegsmarine)
Artículo principal: Kriegsmarine

### Divisiones de Infantería de Marina
- 1.ª División de Infantería de Marina
- 2.ª División de Infantería de Marina
- 3.ª División de Infantería de Marina
- 11.ª División de Infantería de Marina
- 16.ª División de Infantería de Marina
- División de Infantería de Marina Gotenhafen

## Fuerza Aérea (Luftwaffe)
Artículo principal: Luftwaffe

### Divisiones de Hermann Göring
Las formaciones de Hermann Göring crecieron de un solo destacamento de policía a un cuerpo acorazado completo durante el transcurso de la guerra. El último epíteto Fallschirm ("paracaídas") era puramente honorífico.
- División Hermann Göring (más tarde División Panzer Hermann Göring, 1.ª División de Paracaidistas Hermann Göring)
- 2.ª División de Granaderos Panzer Paracaidistas Hermann Göring

### Divisiones aerotransportadas
Para mantener su existencia en secreto, la primera división aerotransportada alemana fue nombrada como una división Flieger ("aviador") en la serie de divisiones de la Luftwaffe que controlaban los activos aéreos en lugar de las tropas terrestres, llamada 7.ª División Flieger (a menudo traducida como 7.ª División de Aviadores, véase: 1.ª División de Paracaidistas) La división se reorganizó más tarde para iniciar una serie de divisiones nominalmente aerotransportadas. Aunque se denominaron Fallschirmjäger ("paracaidistas"), solo algunas de ellas participaron en lanzamientos desde el aire en la primera parte de la guerra y, en la práctica, la mayoría operaron como infantería ordinaria durante toda su existencia. Las de menor número ganaron y mantuvieron un estatus de élite, pero la calidad en general disminuyó entre las divisiones de mayor número.
- 1.ª División de Paracaidistas (en abril de 1943 la 7.ª División Flieger se convirtió en la 1.ª Aerotransportada)
- 2.ª División de Paracaidistas
- 3.ª División de Paracaidistas
- 4.ª División de Paracaidistas
- 5.ª División de Paracaidistas
- 6.ª División de Paracaidistas
- 7.ª División de Paracaidistas (previamente el Grupo Erdmann, una amalgama ad hoc soldados de la Luftwaffe en el Frente Occidental)
- 8.ª División de Paracaidistas
- 9.ª División de Paracaidistas
- 10.ª División de Paracaidistas
- 11.ª División de Paracaidistas (comenzó a formarse en marzo de 1945, luchó solo como grupos de combate)
- 20.ª División de Paracaidistas (la formación se ordenó el 20 de marzo de 1945 en los Países Bajos, de la División de Formación y Reemplazo de Paracaidistas. Sin embargo, la formación no se completó más allá de los cuadros).
- 21.ª División de Paracaidistas (la formación se ordenó el 5 de abril de 1945 en los Países Bajos, como una División de Formación de Campo. Sin embargo, la formación no se completó más allá de los cuadros).

### Divisiones de campo
- 1.ª División de Campo de la Luftwaffe
- 2.ª División de Campo de la Luftwaffe
- 3.ª División de Campo de la Luftwaffe
- 4.ª División de Campo de la Luftwaffe
- 5.ª División de Campo de la Luftwaffe
- 6.ª División de Campo de la Luftwaffe
- 7.ª División de Campo de la Luftwaffe
- 8.ª División de Campo de la Luftwaffe
- 9.ª División de Campo de la Luftwaffe
- 10.ª División de Campo de la Luftwaffe
- 11.ª División de Campo de la Luftwaffe
- 12.ª División de Campo de la Luftwaffe
- 13.ª División de Campo de la Luftwaffe
- 14.ª División de Campo de la Luftwaffe
- 15.ª División de Campo de la Luftwaffe
- 16.ª División de Campo de la Luftwaffe
  - Finalmente transferida al Heer como 16.ª División de Infantería de la Luftwaffe (más tarde 16.ª División Volksgrenadier)
- 17.ª División de Campo de la Luftwaffe
- 18.ª División de Campo de la Luftwaffe
- 19.ª División de Campo de la Luftwaffe (más tarde 19.ª División Sturm de la Luftwaffe)
  - Finalmente transferida al Heer como 19.ª División de Granaderos (más tarde 19.ª División Volksgrenadier)
- 20.ª División de Campo de la Luftwaffe (más tarde 20.ª División Sturm de la Luftwaffe)
- 21.ª División de Campo de la Luftwaffe (anteriormente la División Meindl, una amalgama de soldados de la Luftwaffe)
- 22.ª División de Campo de la Luftwaffe (no formada, sus subunidades se enviaron a otras divisiones según fuera necesario)

### Divisiones de entrenamiento
- 1.ª División de Formación
- División de Entrenamiento y Reemplazo de Paracaidistas

### Divisiones antiaéreas
- 1.ª División Antiaérea
- 2.ª División Antiaérea
- 3.ª División Antiaérea
- 4.ª División Antiaérea
- 5.ª División Antiaérea
- 6.ª División Antiaérea
- 7.ª División Antiaérea
- 8.ª División Antiaérea
- 9.ª División Antiaérea (destruida por completo en la batalla de Stalingrado)
- 10.ª División Antiaérea
- 11.ª División Antiaérea
- 12.ª División Antiaérea
- 13.ª División Antiaérea
- 14.ª División Antiaérea
- 15.ª División Antiaérea
- 16.ª División Antiaérea
- 17.ª División Antiaérea
- 18.ª División Antiaérea
- 19.ª División Antiaérea
- 20.ª División Antiaérea
- 21.ª División Antiaérea
- 22.ª División Antiaérea
- 23.ª División Antiaérea
- 24.ª División Antiaérea
- 25.ª División Antiaérea
- 26.ª División Antiaérea
- 27.ª División Antiaérea
- 28.ª División Antiaérea
- 29.ª División Antiaérea
- 30.ª División Antiaérea
- 31.ª División Antiaérea

## Waffen-SS(Schutzstaffel)
Artículo principal: Divisiones de las Waffen-SS
Todas las divisiones de las Waffen-SS se ordenaron en una sola serie hasta la 38.ª, independientemente del tipo. Aquellos etiquetados con nacionalidades fueron reclutados al menos nominalmente de esas nacionalidades. Muchas de las unidades con números más altos eran pequeños grupos de batalla (Kampfgruppen), es decir, divisiones solo nominalmente.
También la Panzer Division Kempf, una unidad temporal de componentes mixtos del Heer y de las Waffen-SS.